# Bonjour mon coeur
Bonjour mon coeur is een Frans liefdeslied, geschreven door Pierre de Ronsard (1524-1585).
De tekst is als volgt:
 Bonjour mon coeur, bonjour ma douce vie
 Bonjour mon oeil, bonjour ma chère amie!
 Hé! Bonjour ma toute belle,
 Ma mignardise, bonjour
 Mes délices, mon amour,
 Mon doux printemps, ma douce fleur nouvelle,
 Mon doux plaisir, ma douce colombelle,
 Mon passereau, ma gente tourterelle!
 Bonjour ma douce rebelle.
 Hé, faudra-t-il que quelqu'un me reproche,
 Que j'ai vers toi le coeur plus dur que roche,
 De t'avoir laissée, maîtresse,
 Pour aller suivre le Roi,
 Mendiant je ne sais quoi,
 Que le vulgaire appelle une largesse ?
 Plutôt périsse honneur, court et richesse,
 Que pour les biens jamais je te relaisse,
 Ma douce et belle déesse.

De vertaling is, ongeveer:
 Goedendag, mijn hartje, goedendag mijn zoete leven
 Goedendag, mijn oogappeltje, goedendag, mijn lieve vriendin
 Ach, gegroet, mijn allermooiste
 Mijn juweeltje, goedendag.
 Mijn lekkernij, mijn liefde
 Mijn lieve lente, mijn lieve, nieuwe bloem
 Mijn lieve vreugde, mijn lieve duifje
 Mijn spreeuwtje, mijn zachte torteltje
 Goedendag, mijn lieve rebelse
 O, zou het kunnen zijn dat iemand me verwijt
 dat mijn hart je steviger toebehoort dan een rots
 en dat ik je zou verlaten, mijn meesteresse,
 om de koning te volgen
 al bedelend om datgene
 wat door het gewone volk grootsheid wordt genoemd?
 Nog eerder zou ik eer, huis en rijkdom verliezen
 dan dat ik je omwille van werelds goed zou verlaten,
 mijn lieve en mooie godin.

## Muziek
Dit gedicht is op muziek gezet door Orlando di Lasso. Het is een vierstemmig polyfoon koorwerk, dat werd gepubliceerd in het Qvatriesme livre des chansons à quatre cincq parties, nouuellement composées par Orlando di Lassus. Het werd in 1564 te Leuven uitgegeven.

## Externe bron
- ChoralWiki
- YouTube